# 睡茄
睡茄（学名：Withania somnifera），俗稱南非醉茄、印度人參或心葉青牛膽等多種名稱，为茄科睡茄属下的一个种。本物種與同屬多個其他物種在形態上非常相似。儘管這種植物在《阿育吠陀》的草藥醫學很常用，但在循证医学仍然未有確切證據去證明其治病功效。

## 型態描述

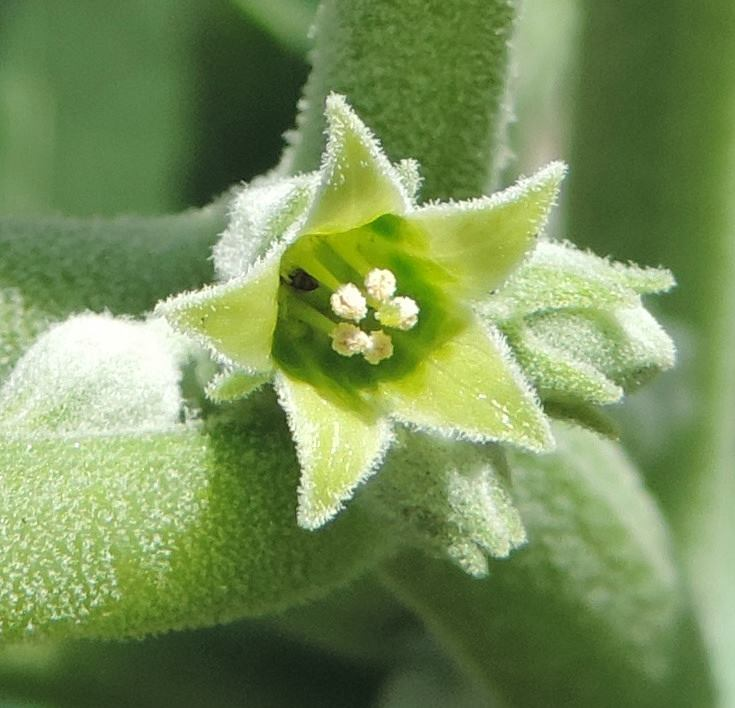
花

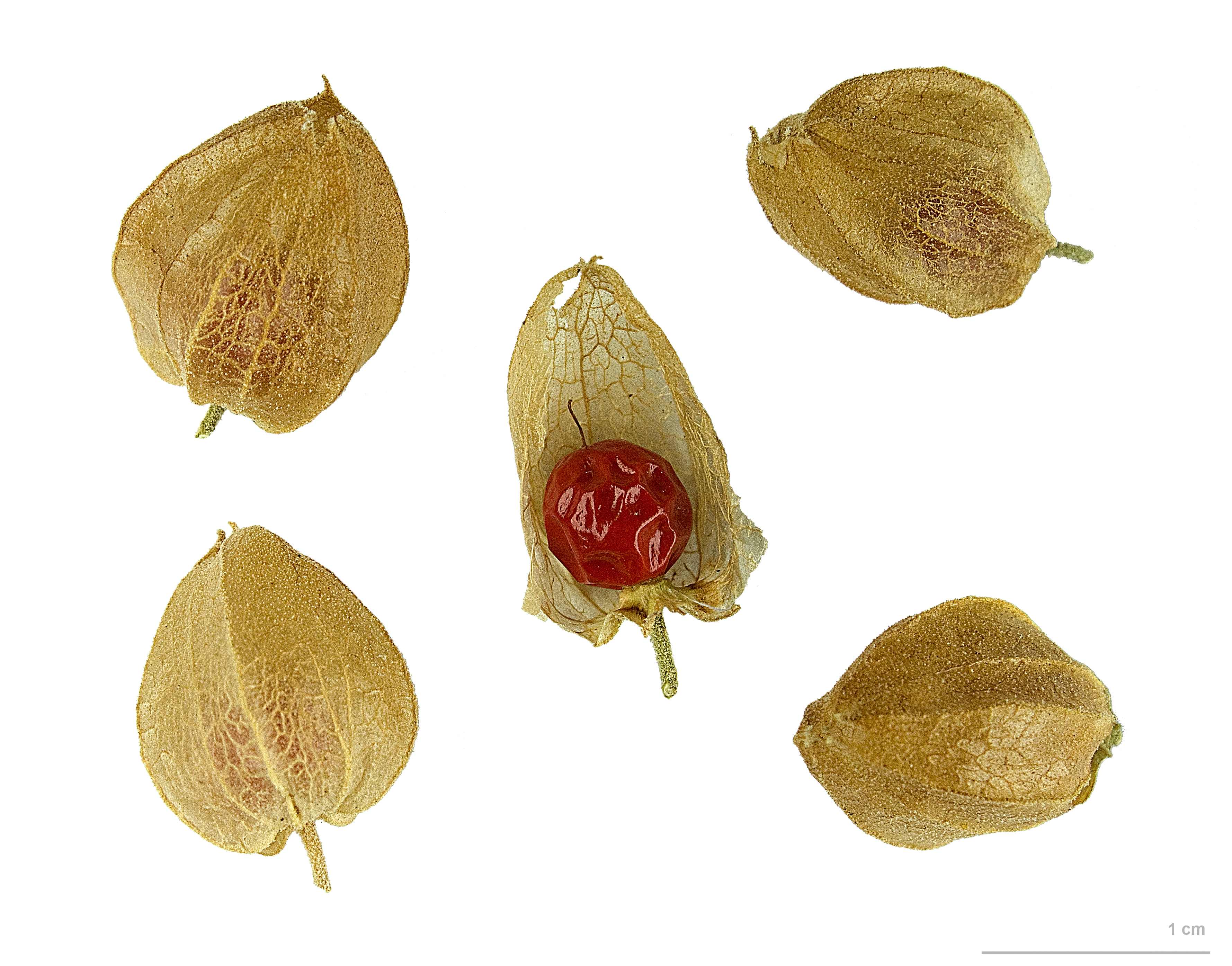
果實

本物種是一種矮小、柔軟的多年生灌木，可成長至35—75 cm（14—30英寸）高。
披絨毛的分枝從中心莖作輻射延伸。葉暗綠色、橢圓形，通常長10-12厘米（4至5英寸）。花型小，綠色、呈鐘形；成熟的果實呈橙紅色。

## 語源
本物種的種小名somnifera是拉丁语，意思作「可引導睡眠」。而在一般健康食品店常用的名稱ashwagandha則來自梵语，由ashva（馬）和gandha（氣味）組成，意思是「有馬的氣味的植物」。

## 種植
本物種在印度、尼泊尔、中华人民共和国及也门等多個國家較為乾旱的地區有種植。

## 生物化學成份
主要化學成分為生物鹼及甾体类内酯。生物鹼有莨菪醇及紅古豆鹼；而葉內主要含茶芬尼素，且主要為茶芬尼素A。
莨菪醇又名托品，一種莨菪烷的化合物，其第三個碳原子有一羥基，可再衍生成為苯甲托品及乙苯托品
。莨菪醇亦是生產阿托品的一種所需物品，而阿托品是一種抗蕈毒鹼型乙醯膽鹼受體類化合物的抗膽鹼劑原型。
而紅古豆鹼是一種可於古柯發現的吡咯烷生物鹼，除了本物種以外，也見於毛曼陀罗、曼陀罗花等其他茄科植物。這種生物鹼最初是與阿托品及古柯鹼一起在古柯葉裡發現，由卡尔·利伯曼於1899年最早分離出來，是一種油狀物種，只能於真空環境下蒸馏才可免於被破壞。可溶於水，並形成結晶狀的三水化合物，溶點為40–41 °C。
這些成份令本物種用於使人恢復精神，令其神經系統興奮。幫助預防壓力調節方面的障礙，以及因壓力所導致的維生素C賀可體松耗盡。能增強身體的耐力以及促進功能。具有抗發炎、抵抗老化的功能。實驗證實也具有調整和刺激免疫系統的功用。

## 傳統醫學
睡茄的根為棕色塊莖，呈長條狀。傳統醫學中可入藥，一般磨粉使用，治療用途廣泛。
在古印度阿育吠陀療法中，其果實、葉子用於治療腫瘤，腺體結核、痈疔、潰瘍。然而亦有研究指其藥用效能證據不足。在美國，本物種亦被製成營養補充品於健康食品店販賣。